# Sisinio González Martínez
Sisinio González Martínez, detto Sisi (Albacete, 22 aprile 1986), è un ex calciatore spagnolo, di ruolo centrocampista.

## Palmarès

### Club

#### Competizioni nazionali
- Segunda División: 1

Real Valladolid: 2006-2007